# مزرعه کشه تنقور
مزرعه کشه‌تنقور نام روستایی از توابع بخش مرکزی شهرستان جهرم در استان فارس است.